# Taraconica vadonae
Taraconica vadonae is een vlinder uit de familie spinneruilen (Erebidae). De wetenschappelijke naam is voor het eerst geldig gepubliceerd in 1985 door Viette.
De soort komt voor in tropisch Afrika.